# Gorga (kommunhuvudort i Spanien, Valencia, Provincia de Alicante, lat 38,72, long -0,36)
Gorga är en kommunhuvudort i Spanien.   Den ligger i provinsen Provincia de Alicante och regionen Valencia, i den östra delen av landet, 300 km sydost om huvudstaden Madrid. Gorga ligger 555 meter över havet och antalet invånare är 266.
Terrängen runt Gorga är kuperad. Runt Gorga är det glesbefolkat, med 8 invånare per kvadratkilometer. Närmaste större samhälle är Alcoy, 10,4 km väster om Gorga. 